# بلبل زرین شمالی
شش گونه پرنده به نام بلبل زرین شمالی (نام علمی: Hypsipetes) وجود دارند که به گونه‌های متمایزی تقسیم شدند:
- بلبل زرین سانگیهه،  Hypsipetes platenae
- بلیل زرین توگیانی، Hypsipetes aureus
- بلبل زرین بانگایی، Hypsipetes harterti
- بلبل زرین سولایی، Hypsipetes longirostris
- بلبل زرین هالماهرا، Hypsipetes chloris
- بلبل زرین اوبی، Hypsipetes lucasi